# Kate Melton
Kaitlyn "Kate" Melton (ur. 23 czerwca 1992 w Oklahoma City) – amerykańska aktorka, najbardziej znana z roli Daphne Blake w filmach fabularnych Scooby-Doo: Strachy i patałachy oraz Scooby-Doo: Klątwa potwora z głębin jeziora, opartych na popularnej serii animowanych filmów i seriali Scooby Doo.

## Filmografia
- 2006: Freaky Faron jako Brianne Vandergreen
- 2006: Timmy jako dziewczyna
- 2007: Friday Night Lights jako nastoletnia gothka
- 2007: All Grown Up jako śpiewająca, rudowłosa dziewczyna (dubbing)
- 2008: Lucy: A Period Piece jako Courtney
- 2009: Scooby-Doo: Strachy i patałachy jako Daphne
- 2010: Scooby-Doo: Klątwa potwora z głębin jeziora jako Daphne